# Elena Cecchini

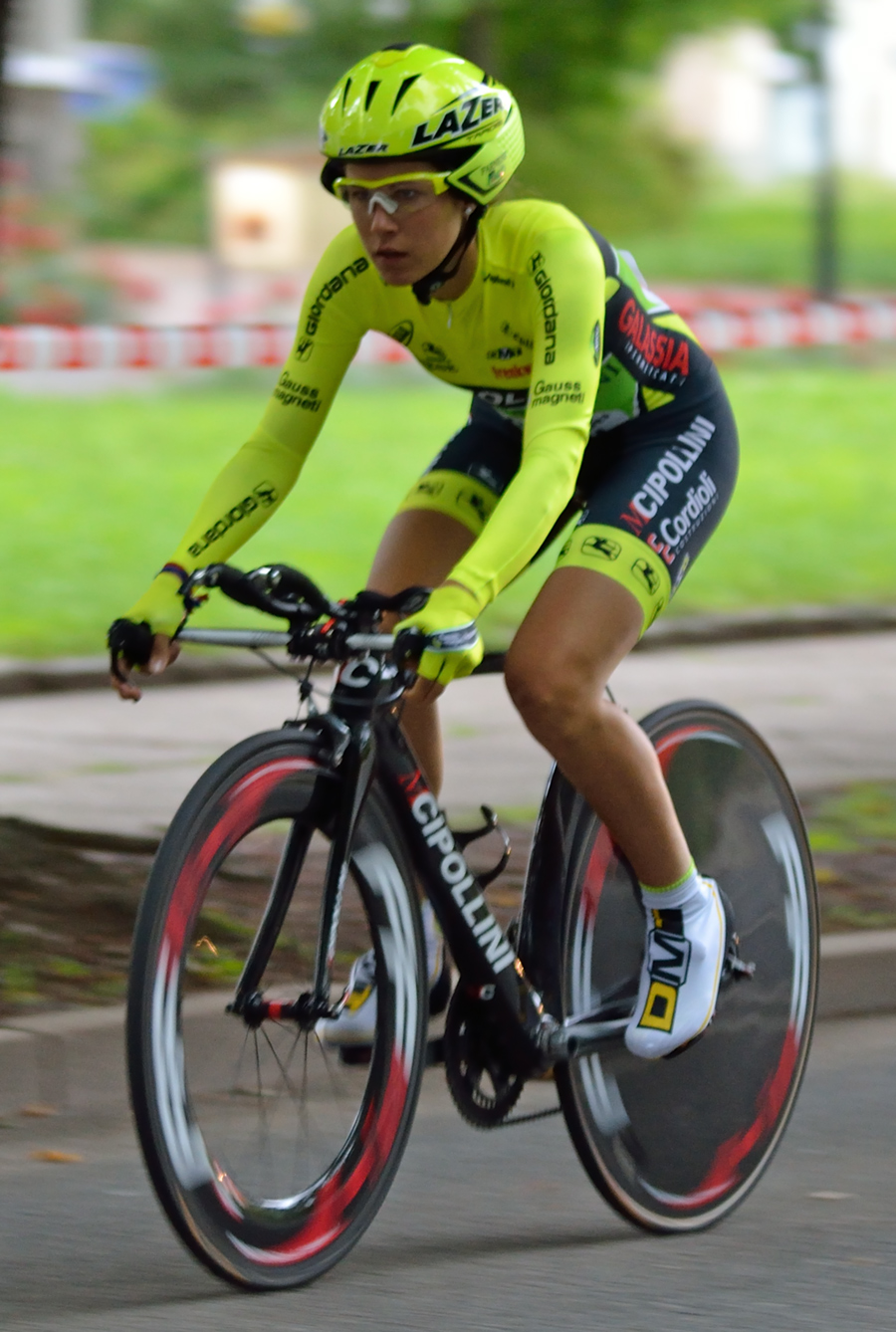
Cecchini bei der Internationalen Thüringen-Rundfahrt der Frauen 2012

Elena Cecchini (* 29. Mai 1992 in Udine) ist eine italienische Radrennfahrerin, die auf Bahn und Straße gleichermaßen erfolgreich ist.

## Sportliche Laufbahn
2009 wurde Elena Cecchini Junioren-Europameisterin im Straßenrennen, Vize-Juniorenweltmeisterin im Punktefahren und italienische Junioren-Meisterin im Straßenrennen, im Jahr darauf Junioren-Europameisterin im Punktefahren. 2012 gewann sie das französische Etappenrennen Trophée d’Or Féminin. 2013 wurde sie zweifache italienische Meisterin, im Punktefahren sowie in der Mannschaftsverfolgung, gemeinsam mit Beatrice Bartelloni, Tatiana Guderzo und Marta Tagliaferro. Bei den U23-Bahneuropameisterschaften 2013 errang sie mit dem italienischen Team (Bartelloni, Ceccini, Maria Giulia Confalonieri und Chiara Vannucci) die Bronzemedaille, 2014 war sie U23-Europameisterin im Punktefahren und erzielte auch bei den Europameisterschaften der Elite zwei Bronzemedaillen. 2016 errang sie letztmals einen Landesmeistertitel (in der Mannschaftsverfolgung). Seitdem trat sie noch gelegentlich bei den italienischen Meisterschaften an, aber nicht mehr bei internationalen Wettkämpfen.
Auf der Straße erzielte Cecchini ihren ersten internationalen Erfolg 2012 bei der Trophée d’Or Féminin, wo sie eine Etappe und die Gesamtwertung gewann. 2014 wurde sie italienische Meisterin im Straßenrennen, 2015 gewann sie beide Titel, im Straßenrennen und im Einzelzeitfahren, und 2016 wurde sie zum dritten Mal italienische Straßenmeisterin. 2016 gewann sie ebenfalls die Internationale Thüringen-Rundfahrt der Frauen, 2018 sowie 2019 jeweils eine Etappe dieser Rundfahrt. 2019 wurde Cecchini Vize-Europameisterin im Straßenrennen.
Cecchinis besondere Stärke ist das Zeitfahren, bei dem sie individuell und mit der Mannschaft bzw. der Mixed-Staffel wiederholt erfolgreich war. Bei den Mittelmeerspielen entschied sie 2018 das Einzelzeitfahren für sich und wurde in dieser Disziplin auch italienische Meisterin. Bei den Straßenradsport-Weltmeisterschaften 2018 errang sie mit der Mannschaft von Canyon SRAM Racing Gold im Mannschaftszeitfahren. 2020 belegte sie mit der italienischen Nationalmannschaft bei den Europameisterschaften in der Mixed-Staffel Platz drei. Im Jahr darauf wurde die italienische Mannschaft mit Cecchini, Marta Cavalli, Elisa Longo Borghini, Matteo Sobrero, Filippo Ganna und Alessandro De Marchi Europameister in der Mixed-Staffel, und bei den Weltmeisterschaften belegte die italienische Mannschaft mit Cecchini Rang drei in der Mixed-Staffel. Auch bei den Weltmeisterschaften 2022 und den Europameisterschaften 2023 gehörte sie zur italienischen Mannschaft, die mit Bronze bzw. Silber ausgezeichnet wurde.
Im Herbst 2023 nahm Cecchini an den erstmals ausgetragenen Gravel-Europameisterschaften teil und gewann die Bronzemedaille.

## Privates
Am 22. Oktober 2022 heiratete Elena Cecchini ihren langjährigen Lebensgefährten, den Radrennfahrer Elia Viviani.

## Erfolge

### Bahn
2009
- Junioren-Weltmeisterschaft - Punktefahren

2010
- Junioren-Europameisterschaft - Punktefahren

2012
- U23-Europameisterschaft - Punktefahren

2013
- U23-Europameisterschaft - Mannschaftsverfolgung (mit Beatrice Bartelloni, Maria Giulia Confalonieri und Chiara Vannucci)
- Italienische Meisterin - Punktefahren, Mannschaftsverfolgung (mit Beatrice Bartelloni, Tatiana Guderzo und Marta Tagliaferro)

2014
- Europameisterschaft - Punktefahren, Scratch
- U23-Europameisterin - Punktefahren
- U23-Europameisterschaft - Scratch, Mannschaftsverfolgung (mit Francesca Pattaro, Maria Giulia Confalonieri und Beatrice Bartelloni)
- Italienische Meisterin - Mannschaftsverfolgung (mit Beatrice Bartelloni, Tatiana Guderzo und Marta Tagliaferro)

2016
- Italienische Meisterin - Mannschaftsverfolgung (mit Tatiana Guderzo, Marta Bastianelli und Simona Frapporti)

### Straße
2009
- Junioren-Europameisterschaft - Straßenrennen

2012
- Gesamtwertung und eine Etappe Trophée d’Or Féminin

2014
- Europameisterschaft (U23) - Straßenrennen
- Italienische Meisterin - Straßenrennen

2015
- eine Etappe Festival luxembourgeois du Cyclisme Féminin Elsy Jacobs
- Italienische Meisterin - Straßenrennen, Einzelzeitfahren

2016
- Internationale Thüringen-Rundfahrt der Frauen
- Italienische Meisterin - Straßenrennen

2018
- eine Etappe Internationale Thüringen-Rundfahrt der Frauen
- Mittelmeerspiele - Einzelzeitfahren
- Weltmeisterin - Mannschaftszeitfahren
- Italienische Meisterin - Einzelzeitfahren

2019
- eine Etappe Internationale Thüringen-Rundfahrt der Frauen
- Europameisterschaft – Straßenrennen
- Italienische Meisterin - Einzelzeitfahren

2020
- Europameisterschaft – Mixed-Staffel

2021
- Europameisterin – Mixed-Staffel
- Weltmeisterschaft – Mixed-Staffel

2022
- Weltmeisterschaft – Mixed-Staffel

2023
- Europameisterschaft – Mixed-Staffel

### Gravel
- Europameisterschaft